# اف. گوردن ای. استون
اف. گوردن ای. استون (انگلیسی: F. Gordon A. Stone؛ زاده ۱۹ مه ۱۹۲۵ درگذشته ۶ آوریل ۲۰۱۱) شیمیدان اهل بریتانیا و متخصص شیمی آلیِ فلزات واسطه بود.